# Tapeinochilos solomonensis
Espèce
Tapeinochilus solomonensis est une espèce de plantes à fleurs du genre Tapeinochilos et de la famille des Costaceae. C'est une plante vivace rhizomateuse originaire des îles Salomon.
On peut la trouver le long des rivières. Elle pousse à 2 m de haut. Ses inflorescences d'une couleur rouge brun mesurent environ 15 cm.

## Publication originale
- (en) O. Gideon, Systematics and Evolution of the Genus Tapeinochilos Miq. (Costaceae, Zingiberaceae) : Ph.D thesis, Queensland, James Cook University, 1996, 810 p.